# Never Ending Tour 2000
Never Ending Tour 2000 es el decimotercer año de la gira Never Ending Tour, una gira musical del músico estadounidense Bob Dylan realizada de forma casi ininterrumpida desde el 7 de junio de 1988.

## Trasfondo
El decimotercer año de la gira Never Ending Tour comenzó en Norteamérica con dos conciertos en un único día en el Anaheim Sun Theatre de Anaheim (California) el 10 de marzo. La etapa finalizó en Denver (Colorado) el 6 de abril.
El 6 de mayo, Dylan comenzó una etapa europea de diecinueve conciertos ofreciendo siete de ellos en Alemania, cinco en Italia, tres en Suecia, y uno en Dinamarca, Noruega, Finlandia y Suiza. El 21 de mayo, ofreció su primer concierto en la ciudad de Horsens.
Después de finalizar su breve etapa europea, Dylan volvió a Norteamérica para ofrecer 31 conciertos en los Estados Unidos y solo un concierto en Toronto, Canadá. Dylan también ofreció un total de diecisiete conciertos en los Estados Unidos entre finales de octubre y noviembre.
A continuación, volvió a Europa para ofrecer dieciocho conciertos, principalmente en el Reino Unido. También tocó dos veces en Irlanda, tres en Alemania, una en Países Bajos y dos en Francia. Dylan también ofreció su primer concierto en el Vicar Street de Dublín, que fue añadida a la gira por la alta demanda de entradas para el concierto en Point Depot al día siguiente.
La gira finalizó en Towson, Maryland el 19 de noviembre con un concierto en la Universidad Estatal de Towson, después de un total de 110 conciertos en 1999.

## Conciertos
| Fecha                    | Ciudad           | País           | Escenario                                 |
| ------------------------ | ---------------- | -------------- | ----------------------------------------- |
| Norteamérica             |                  |                |                                           |
| 10 de marzo de 2000      | Anaheim          | Estados Unidos | Sun Theater                               |
| 11 de marzo de 2000      | San Luis Obispo  | Estados Unidos | California Polytechnic State University   |
| 12 de marzo de 2000      | Bakersfield      | Estados Unidos | Bakersfield Centennial Garden             |
| 14 de marzo de 2000      | Tulare           | Estados Unidos | Convention Center                         |
| 15 de marzo de 2000      | Santa Cruz       | Estados Unidos | Civic Auditorium                          |
| 16 de marzo de 2000      | Santa Cruz       | Estados Unidos | Civic Auditorium                          |
| 17 de marzo de 2000      | Las Vegas        | Estados Unidos | Reno Hilton Theater                       |
| 19 de marzo de 2000      | Pocatello        | Estados Unidos | Holt Arena                                |
| 20 de marzo de 2000      | Nampa            | Estados Unidos | Idaho Center                              |
| 21 de marzo de 2000      | Pullman          | Estados Unidos | Beasley Coliseum                          |
| 22 de marzo de 2000      | Missoula         | Estados Unidos | Harry Adams Event Center                  |
| 24 de marzo de 2000      | Bozeman          | Estados Unidos | Brick Breeden Field House                 |
| 25 de marzo de 2000      | Billings         | Estados Unidos | Shrine Auditorium                         |
| 26 de marzo de 2000      | Casper           | Estados Unidos | Casper Events Center                      |
| 27 de marzo de 2000      | Rapid City       | Estados Unidos | Rushmore Plaza Civic Center               |
| 29 de marzo de 2000      | Bismarck         | Estados Unidos | Bismarck Civic Center                     |
| 30 de marzo de 2000      | Fargo            | Estados Unidos | Civic Memorial Auditorium                 |
| 31 de marzo de 2000      | Rochester        | Estados Unidos | Taylor Arena                              |
| 1 de abril de 2000       | Sioux Falls      | Estados Unidos | Sioux Falls Arena                         |
| 3 de abril de 2000       | Cedar Rapids     | Estados Unidos | Five Seasons Center                       |
| 4 de abril de 2000       | Omaha            | Estados Unidos | Omaha Civic Auditorium                    |
| 5 de abril de 2000       | Salina           | Estados Unidos | Bicentennial Center                       |
| 6 de abril de 2000       | Denver           | Estados Unidos | Fillmore Auditorium                       |
| Europa                   |                  |                |                                           |
| 6 de mayo de 2000        | Zúrich           | Suiza          | Hallenstadion                             |
| 8 de mayo de 2000        | Stuttgart        | Alemania       | Hanns-Martin-Schleyer-Halle               |
| 9 de mayo de 2000        | Oberhausen       | Alemania       | König Pilsener Arena                      |
| 11 de mayo de 2000       | Colonia          | Alemania       | Kölnarena                                 |
| 12 de mayo de 2000       | Hanover          | Alemania       | Stadionsporthalle                         |
| 13 de mayo de 2000       | Lund             | Suecia         | Olympen                                   |
| 14 de mayo de 2000       | Gothenburg       | Suecia         | Scandinavium                              |
| 16 de mayo de 2000       | Helsinki         | Finlandia      | Hartwall Areena                           |
| 18 de mayo de 2000       | Estocolmo        | Suecia         | Globe Arena                               |
| 19 de mayo de 2000       | Oslo             | Noruega        | Oslo Spektrum                             |
| 21 de mayo de 2000       | Horsens          | Dinamarca      | NYA Theatre                               |
| 23 de mayo de 2000       | Berlín           | Alemania       | Treptow Arena                             |
| 24 de mayo de 2000       | Dresde           | Alemania       | Vogtsbauernhof                            |
| 25 de mayo de 2000       | Regensburg       | Alemania       | Donau Arena                               |
| 27 de mayo de 2000       | Modena           | Italia         | Paizza Grande                             |
| 28 de mayo de 2000       | Milán            | Italia         | Palavobis                                 |
| 30 de mayo de 2000       | Florencia        | Italia         | Palasport                                 |
| 31 de mayo de 2000       | Ancona           | Italia         | Palarossini                               |
| 2 de junio de 2000       | Cagliari         | Italia         | Molo Ichnusa                              |
| Norteamérica             |                  |                |                                           |
| 15 de junio de 2000      | Portland         | Estados Unidos | Roseland Theater                          |
| 16 de junio de 2000      | Portland         | Estados Unidos | Portland Meadows                          |
| 17 de junio de 2000      | George           | Estados Unidos | The Gorge Amphitheatre                    |
| 18 de junio de 2000      | George           | Estados Unidos | The Gorge Amphitheatre                    |
| 20 de junio de 2000      | Medford          | Estados Unidos | Jackson County Expo Hall                  |
| 21 de junio de 2000      | Wheatland        | Estados Unidos | Sacramento Valley Amphitheater            |
| 23 de junio de 2000      | Concord          | Estados Unidos | Chronicle Pavilion                        |
| 24 de junio de 2000      | Mountain View    | Estados Unidos | Shoreline Amphitheatre                    |
| 25 de junio de 2000      | Las Vegas        | Estados Unidos | Reno Hilton Theater                       |
| 27 de junio de 2000      | Las Vegas        | Estados Unidos | House of Blues                            |
| 29 de junio de 2000      | Irvine           | Estados Unidos | Verizon Wireless Amphitheater             |
| 30 de junio de 2000      | Ventura          | Estados Unidos | Ventura Arena                             |
| 1 de julio de 2000       | Del Mar          | Estados Unidos | Grandstand                                |
| 3 de julio de 2000       | Albuquerque      | Estados Unidos | Mesa Del Sol Amphitheater                 |
| 6 de julio de 2000       | Oklahoma City    | Estados Unidos | Zoo Amphitheater                          |
| 7 de julio de 2000       | Bonner Springs   | Estados Unidos | Sandstone Amphitheater                    |
| 8 de julio de 2000       | Maryland Heights | Estados Unidos | Riverport Amphitheater                    |
| 9 de julio de 2000       | Noblesville      | Estados Unidos | Deer Creek Music Theater                  |
| 11 de julio de 2000      | Cincinnati       | Estados Unidos | Riverbend Music Center                    |
| 12 de julio de 2000      | Moline           | Estados Unidos | Mark of the Quad Cities                   |
| 14 de julio de 2000      | Minneapolis      | Estados Unidos | Target Center                             |
| 15 de julio de 2000      | East Troy        | Estados Unidos | Alpine Valley Music Theatre               |
| 16 de julio de 2000      | Clarkston        | Estados Unidos | Pine Knob Music Theater                   |
| 18 de julio de 2000      | Toronto          | Canadá         | Molson Amphitheatre                       |
| 19 de julio de 2000      | Hopewell         | Estados Unidos | Marvin Sands Performing Arts Center       |
| 21 de julio de 2000      | Hartford         | Estados Unidos | Meadows Music Theater                     |
| 22 de julio de 2000      | Mansfield        | Estados Unidos | Center for the Performing Arts            |
| 23 de julio de 2000      | Saratoga Springs | Estados Unidos | Saratoga Performing Arts Center           |
| 25 de julio de 2000      | Scranton         | Estados Unidos | Coors Light Amphitheater                  |
| 26 de julio de 2000      | Wantagh          | Estados Unidos | Jones Beach Theater                       |
| 28 de julio de 2000      | Baltimore        | Estados Unidos | E-Center                                  |
| 29 de julio de 2000      | Columbia         | Estados Unidos | Merriweather Post Pavilion                |
| 30 de julio de 2000      | Stanhope         | Estados Unidos | Waterloo Village                          |
| Europa                   |                  |                |                                           |
| 13 de septiembre de 2000 | Dublín           | Irlanda]       | Vicar Street                              |
| 14 de septiembre de 2000 | Dublín           | Irlanda]       | Point Depot                               |
| 16 de septiembre de 2000 | Aberdeen         | Escocia        | Aberdeen Exhibition and Conference Centre |
| 17 de septiembre de 2000 | Glasgow          | Escocia        | Scottish Exhibition and Conference Centre |
| 19 de septiembre de 2000 | Newcastle        | Inglaterra     | Metro Radio Arena                         |
| 20 de septiembre de 2000 | Birmingham       | Inglaterra     | National Exhibition Centre                |
| 22 de septiembre de 2000 | Sheffield        | Inglaterra     | Sheffield Arena                           |
| 23 de septiembre de 2000 | Cardiff          | Gales          | Cardiff International Arena               |
| 24 de septiembre de 2000 | Portsmouth       | Inglaterra     | Portsmouth Guildhall                      |
| 25 de septiembre de 2000 | Portsmouth       | Inglaterra     | Portsmouth Guildhall                      |
| 27 de septiembre de 2000 | Róterdam         | Países Bajos   | Ahoy Rotterdam                            |
| 28 de septiembre de 2000 | Hamburgo         | Alemania       | Alsterdorfer Sporthalle                   |
| 29 de septiembre de 2000 | Frankfurt        | Alemania       | Menuhin Saal                              |
| 1 de octubre de 2000     | Munich           | Alemania       | Halle Münsterland                         |
| 2 de octubre de 2000     | Bruselas         | Bélgica        | Forest National                           |
| 3 de octubre de 2000     | París            | Francia        | Zenith de Paris                           |
| 5 de octubre de 2000     | Londres          | Inglaterra     | Wembley Arena                             |
| 6 de octubre de 2000     | Londres          | Inglaterra     | Wembley Arena                             |
| Norteamérica             |                  |                |                                           |
| 29 de octubre de 2000    | Madison          | Estados Unidos | Kohl Center                               |
| 31 de octubre de 2000    | Evanston         | Estados Unidos | Welsh Ryan McGraw Hall                    |
| 1 de noviembre de 2000   | Bloomington      | Estados Unidos | Indiana University Auditorium             |
| 2 de noviembre de 2000   | West Lafayette   | Estados Unidos | Edward C. Elliott Hall of Music           |
| 4 de noviembre de 2000   | Oxford           | Estados Unidos | John D. Millett Hall                      |
| 5 de noviembre de 2000   | Ann Arbor        | Estados Unidos | Hill Auditorium                           |
| 6 de noviembre de 2000   | Pittsburgh       | Estados Unidos | A. J. Palumbo Center                      |
| 8 de noviembre de 2000   | Bethlehem        | Estados Unidos | Stabler Arena                             |
| 10 de noviembre de 2000  | Boston           | Estados Unidos | Boston Armory                             |
| 11 de noviembre de 2000  | Lowell           | Estados Unidos | Tsongas Center                            |
| 12 de noviembre de 2000  | Kingston         | Estados Unidos | Keaney Gymnasium                          |
| 13 de noviembre de 2000  | Lewiston         | Estados Unidos | Androscoggin Bank Colisée                 |
| 15 de noviembre de 2000  | Salisbury        | Estados Unidos | Youth and Civic Center                    |
| 17 de noviembre de 2000  | Princeton        | Estados Unidos | Dillon Gymnasium                          |
| 18 de noviembre de 2000  | Atlantic City    | Estados Unidos | Convention Center                         |
| 19 de noviembre de 2000  | Towson           | Estados Unidos | Towson Center                             |